# Baonfla
Baonfla est une localité du centre-ouest de la Côte d'Ivoire, et appartenant au département de Bouaflé, dans la Région de la Marahoué.
La localité de Baonfla est un chef-lieu de commune.